# Lac Toba
Pour les articles homonymes, voir Toba.
Le lac Toba (en indonésien : Danau Toba) est un lac de 100 km de long sur 35 km de large situé au milieu de la partie nord de l'île indonésienne de Sumatra à 905 m d'altitude. C'est le plus grand lac volcanique du monde, sa profondeur maximale avérée est de 505 m pour une superficie de 1 741 km2.

## Géologie

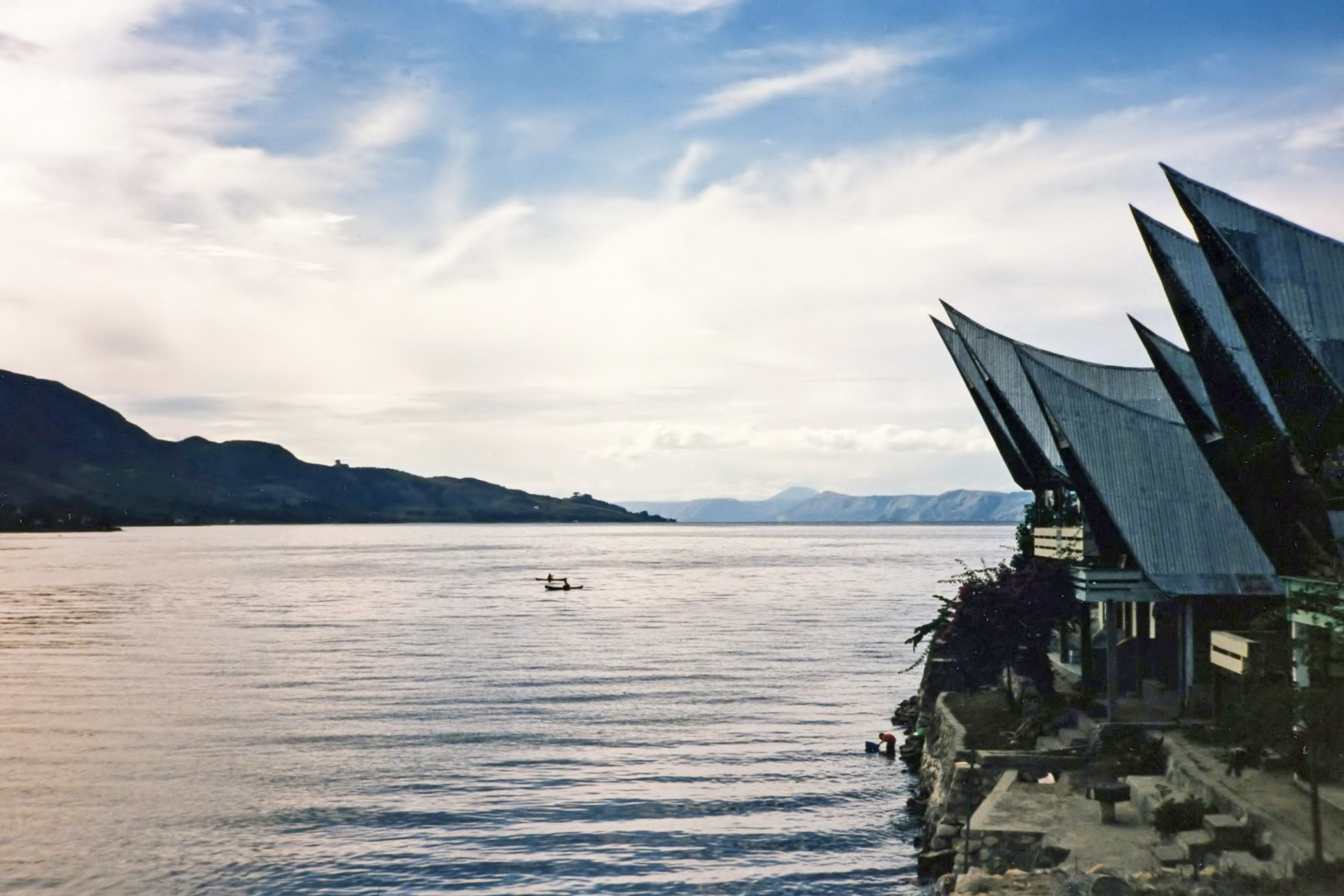
Vue du lac Toba.

En 1949, le géologue néerlandais Rein van Bemmelen démontra que le lac Toba était une immense caldeira volcanique, entourée par de l'ignimbrite. On trouva plus tard des cendres de rhyolite jusqu'à 3 000 kilomètres autour du lac Toba, en Malaisie voisine, ainsi qu'en Inde et des océanographes découvrirent des cendres provenant de Toba sur le fond de l'Est de l'océan Indien et dans le golfe du Bengale.

### Quatre éruptions majeures
Les études stratigraphiques et les datations radiométriques ont permis d'identifier : 
- environ 1,2 Ma : première grande éruption et formation d'une caldeira au sud-ouest d'Haranggaol (un village côtier situé au nord du lac Toba) ;
- environ 840 ka : seconde grande éruption et formation d'une caldeira au sud-est, autour des villages de Prapat et Porsea ;
- environ 500 ka : troisième grande éruption et agrandissement de la caldeira du nord, entre les villages d'Haranggaol et Silalahi ;
- environ 74 ka : dernière grande éruption (la plus puissante des quatre) et formation de la caldeira de Sibadung.

### Éruption la plus récente
L'éruption du Toba est datée de 74 000 ± 3 000 ans,. C'est, après celle qui a abouti à la formation du lac Taupo dans l'île du Nord en Nouvelle-Zélande, la plus récente éruption d'un « supervolcan », estimée de magnitude 8 sur l'échelle VEI. Bill Rose (en) et Craig Chesner de l'université technologique du Michigan estiment que le total des matériaux éruptifs était d'environ 2 800 km3, dont environ 2 000 km3 d'ignimbrite qui retomba au sol et environ 800 km3 sous forme de cendre qui fut emportée vers l'ouest par le vent. Cette immense éruption dura probablement près de deux semaines. Très peu de plantes et d'animaux en Indonésie purent survivre et il est possible que cette éruption ait causé une extinction planétaire du fait de l'émission massive de soufre qui a provoqué, par réaction avec la vapeur d'eau, la formation d'un manteau de nuages d'acide sulfurique tout autour du globe, lequel a provoqué une baisse globale des températures de l'ordre de 6 °C et une glaciation qui a pu durer jusqu'à un millénaire. Par l'analyse des mitochondries, on a pu montrer que la population humaine fut probablement divisée par deux. Certains scientifiques pensent que cela est dû à l'éruption du Toba il y a 74 000 ans.
Une grande surface s'effondra après l'éjection de tant de matériaux souterrains, formant une caldeira, qui se remplit d'eau créant ainsi le lac Toba. Plus tard, le fond de la caldeira se souleva pour former l'île de Samosir : un soulèvement de 1 200 m en 74 000 ans (au rythme moyen de 4,9 cm/an pendant les 11 200 premières années, moins d'un cm/an ensuite). De tels soulèvements sont communs dans les très grandes caldeiras en raison de la pression du magma restant. Le Toba est probablement la plus grande caldeira résurgente de la Terre.

### Activité contemporaine
On ne connaît pas d'éruptions historiques du Toba mais de forts séismes ont eu lieu dont le plus récent en 1987, le long de la rive sud du lac. Le sous-sol marin de la côte ouest de Sumatra a subi plusieurs tremblements de terre importants depuis 1995, dont le tremblement de terre du 26 décembre 2004 de magnitude 9,0 et le tremblement de terre du 28 mars 2005 de magnitude 8,7.

## Population

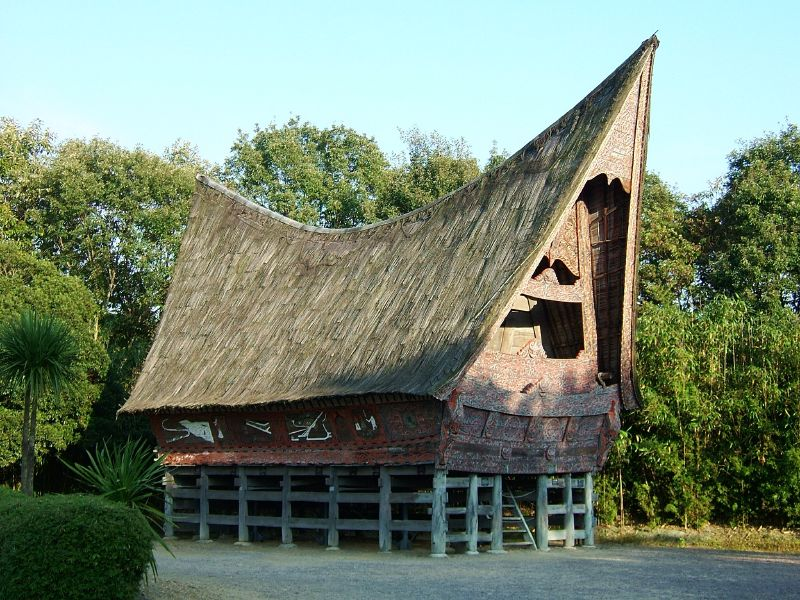
Maison Batak.

Les Batak Toba, est le peuple qui vit autour du lac Toba, lui ont donné leur nom. Ils font partie de l'ethnie Batak, décomposée en plusieurs courants et qui pratiquent des dialectes différents. La culture Batak est l'une des plus riches d’Indonésie, avec un grand sens de la famille, des arts (musique, sculpture, architecture, tissage…) et des traditions qui perdurent. C'est l'une des ethnies indonésiennes qui ont été converties par les églises chrétiennes protestantes.

## Tourisme
Le ministère indonésien a annoncé en 2016 que le Lac Toba serait l'une des 10 destinations prioritaires pour le tourisme en Indonésie. Les infrastructures de transport et hôtellerie vont donc être très fortement développées dans les prochaines années.

## Transport
Le lac Toba est desservi par l'aéroport de Silangit.
Le 20 juin 2018, un ferry fait naufrage entraînant la disparition de 192 personnes.

## Télévision
- Le supervolcan de Toba [ Mystery of the Megavolcano ], vol. 2/2, de Ben  Fox, coll. « Aux origines de l'humanité / Documentaire de géologie », 26 septembre 2006 [présentation en ligne], diffusé le 21 mars 2009 et le 24 juillet 2016 sur Arte.
- Le feu et la glace, épisode 7/8 de la série documentaire Animal Armageddon, réalisée par Jason McKinley, 2009, diffusé sur France 5, le 6 mars 2010.
- Dans la série Fringe, saison 2 épisode 13, cette éruption aurait évité une extinction planétaire due à un virus, grâce au soufre rejeté par le cataclysme.